# علاج وجودي
العلاج النفسي الوجودي هو شكل من أشكال العلاج النفسي يعتمد على نموذج الطبيعة البشرية والخبرة التي طورها التقاليد الوجودية للفلسفة الأوروبية. وهو يركز على المفاهيم التي تنطبق عالميا على الوجود الإنساني بما في ذلك الموت والحرية والمسؤولية ومعنى الحياة. بدلاً من اعتبار التجارب البشرية مثل القلق والغربة والاكتئاب على أنها تنطوي على وجود مرض عقلي، فإن العلاج النفسي الوجودي يرى أن هذه التجارب مراحل طبيعية في عملية طبيعية للنمو البشري والنضج. في تسهيل عملية التطور والنضج، يتضمن العلاج النفسي الوجودي استكشافًا فلسفيًا لتجارب الفرد مع التأكيد على حرية الفرد ومسؤوليته في تسهيل درجة أعلى من المعنى والرفاهية في حياته.